# Малий Олик'ял
Малий Олик'я́л (рос. Малый Олыкъял, марій. Кукыктӱр) — присілок у складі Волзького району Марій Ел, Росія. Входить до складу Пет'яльського сільського поселення.

## Населення
Населення — 9 осіб (2010; 9 у 2002).
Національний склад (станом на 2002 рік):
- марі — 100 %